# Kattendoorn
Kattendoorn (Ononis spinosa subsp. spinosa) is een ondersoort van de plantensoort Ononis spinosa.

## Etymologie
De geslachtsnaam Ononis is afgeleid van het Oudgriekse ὄνος, onos, dat ezel betekent, omdat ezels van de struik eten ondanks de stekels. Andere Nederlandse triviale namen zijn duivelsbedstro, ezelskruid, ossenbreker en schapendoorn.

## Determinatie
Kattendoorn is een dwergstruik die een hoogte bereikt van 20–60 cm. De plant vormt een dikke penwortel. De takken hebben stevige doorns, die per twee bij elkaar zitten. De jonge takken zijn met twee rijen klierharen bezet, die per stengellid verspringen. De bladeren zijn drietallig handvormig samengesteld en hebben weinig klierharen.
Kattendoorn bloeit van juni tot september en heeft rood met witte, geheel witte of roze bloemen. De bloemen zijn 1–2 cm lang en zitten aan rechtopstaande of opgerichte stengels.
De 6–10 mm lange, eivormige vrucht is een peul, bezet met klierharen, waardoor deze kleverig is. De peul is net zo lang of langer dan de kelk.

## Ecologie
Kattendoorn komt voor in de uiterwaarden, in dijkvegetatie en rivierdalhellingen en aan de rand van hoge kwelders.

### Syntaxonomie
Kattendoorn is een indicatorsoort voor het mesofiel hooiland (hu) subtype 'Glanshavergrasland', een karteringseenheid in de Biologische Waarderingskaart (BWK) van Vlaanderen en het Brussels Hoofdstedelijk Gewest.

## Verspreiding
Het verspreidingsgebied van kattendoorn strekt zich uit over Centraal- en Oost-Europa, Noord-Afrika en Azië. De ondersoort staat op de Nederlandse Rode Lijst als algemeen voorkomend maar sterk afgenomen.